# Parc national de Khénifra
Le parc national de Khénifra se situe au Maroc dans la région Beni mellal khenifra, entre les provinces de Khénifra et d’Ifrane.
La ville de Khénifra, avoisinante du parc, a une position stratégique entre Meknès et Marrakech, au cœur du Moyen Atlas, elle est à 82 km au sud-ouest d’Azrou et à 130 km au nord de Béni-Mellal par la route nationale N8.
Le parc national de Khénifra est le plus récent au Maroc, en effet sa création, effectuée en 2008, est venue répondre à l'importance économique et environnementale de la région du Moyen Atlas, ainsi qu'à l'urgence des menaces pesant sur ses ressources naturelles. Cette réserve naturelle, d'une superficie de 202700 hectares, abrite aussi bien les mammifères, comme la panthère, l'hyène rayée, le singe, que des oiseaux, comme l'aigle royal, des reptiles et des amphibiens.
Son statut actuel est du ressort du système foncier, du domaine forestier et du domaine collectif[pas clair]. Ses usages sont de trois types : l’agriculture, la foresterie, et le tourisme.
Le parc fait partie de la réserve de biosphère des Cèdres de l'Atlas.

## Géographie et géologie

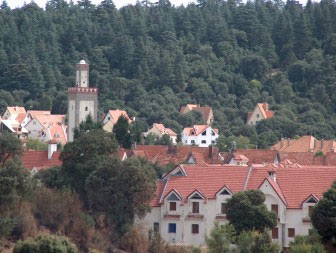
Ifrane
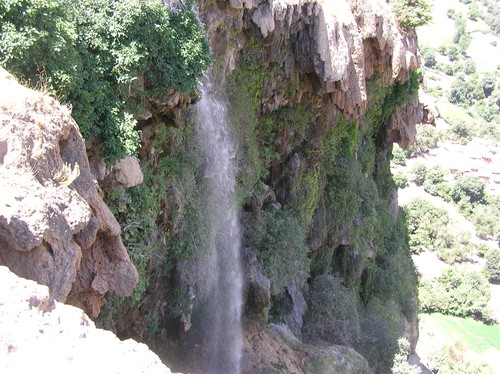
Zaouia d'Ifrane
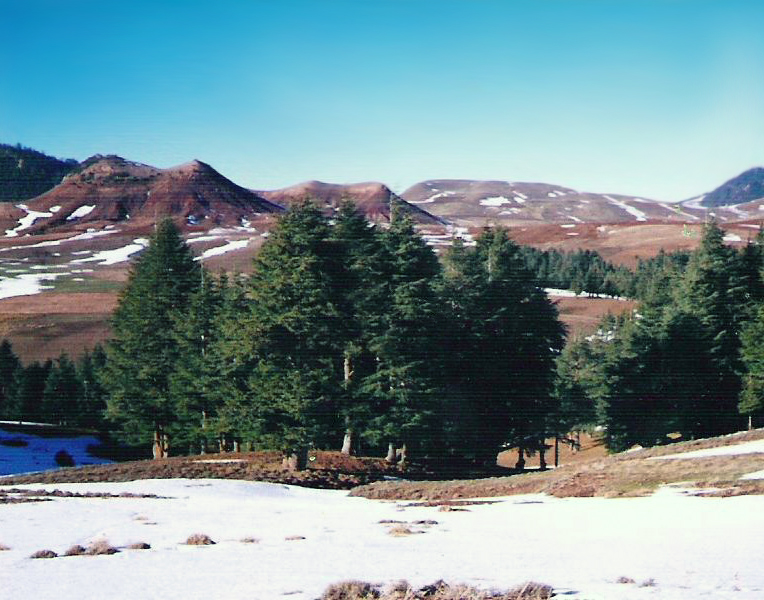
Cédraie région de Khénifra-Krouchen.

### Climat
La zone du parc appartient à l'étagement bioclimatique subhumide à humide à variante fraîche à froide. Elle se caractérise par un gradient pluviométrique décroissant d'Ouest en Est et augmentant avec l'altitude. La pluviométrie enregistre des extrêmes entre 1 157 et 497 mm de pluie par an avec un enneigement moyen d'un mètre d'épaisseur pendant les mois de décembre, janvier et février. La température varie entre −6 degrés et 29 °C.

### Relief et ressources en eau
Le parc national de Khénifra couvre une région à dominance moyenne montagne à relief aéré et des vastes dépressions. Son relief présente quatre grands ensembles structuraux : la causse d'Ifrane, le plateau d'Azrou, une portion du causse Ain Leuh et le plateau d'Ajdir Izayane. La région de Khénifra du Moyen Atlas et du Haut Atlas constitue une part importante du château d'eau du Maroc et est sillonnée par d'importants cours d'eau en l'occurrence les fleuves : Oued Oum Errabiaa, Oued Srou et Oued Tizguit. Un certain nombre de barrages, principalement construits sur le cours d'eau d'Oum Errabiaa, permettent de mieux gérer cette source de vie qu'est l'eau. Parmi ces barrages nous citons : le barrage Tanafnit El Borj, barrage Bin El Ouidane, barrage Al Massira, barrage d'Imfout, barrage Aït Ouarda, barrage Daourat, barrage Ait Lahj.

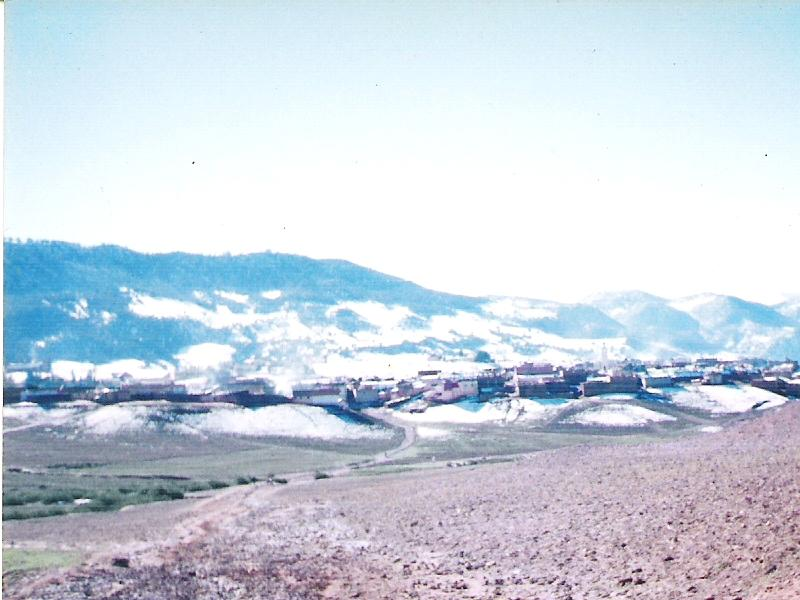
Krouchen en hiver.
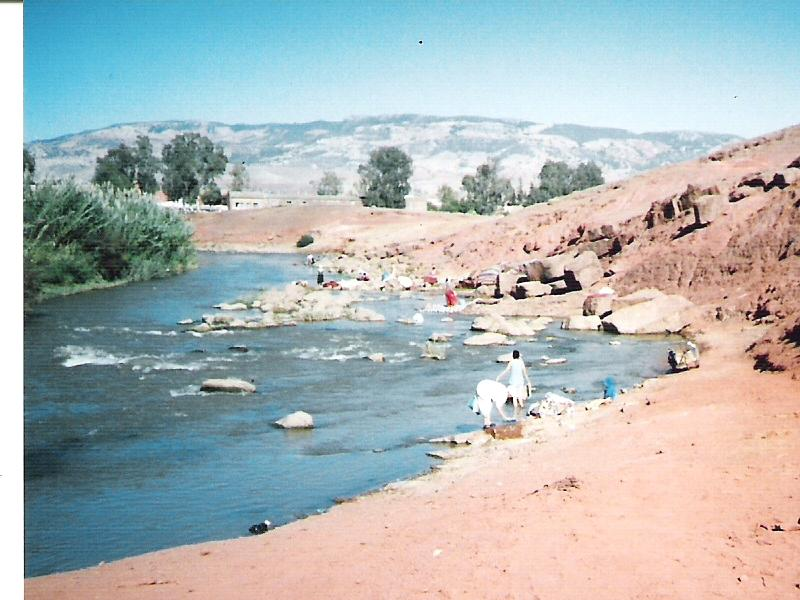
Oum Errabiaa à Khénifra.
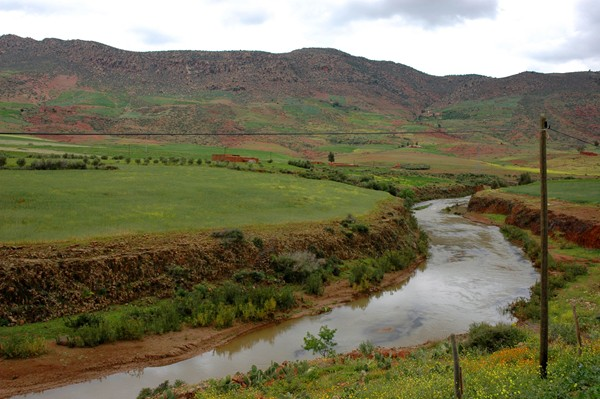
L'Oum Errabiaa à l'approche de Khénifra.
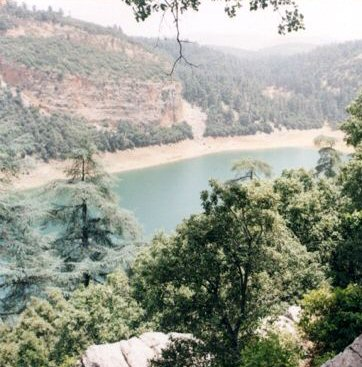
Lac Aguelmam N'Aziza

## Biodiversité

### Flore et végétation

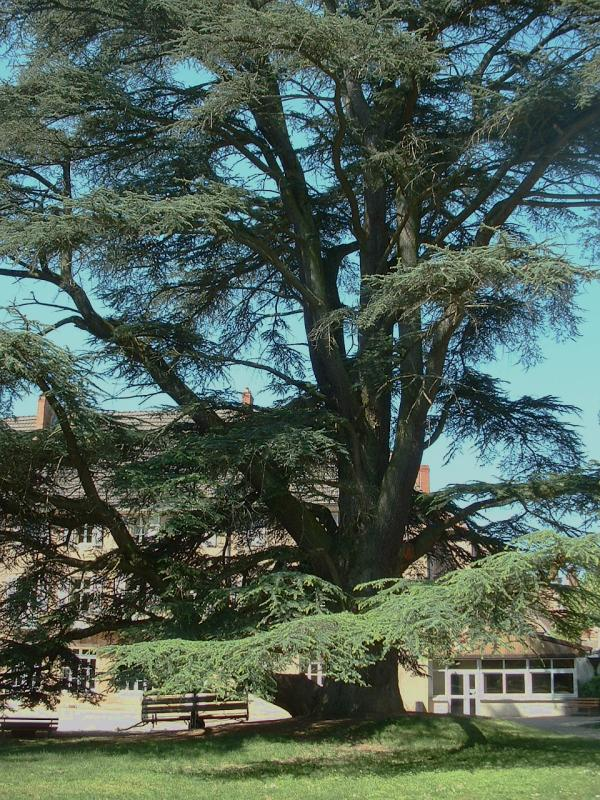
Cèdre de l'Atlas (Cedrus atlantica)
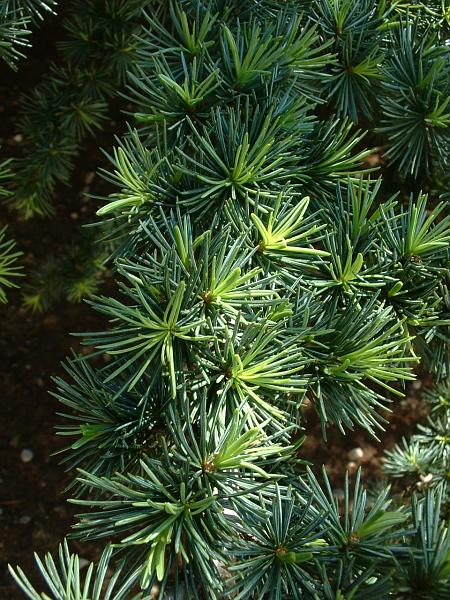
Aiguilles de Cèdre de l'Atlas (Cedrus atlantica)
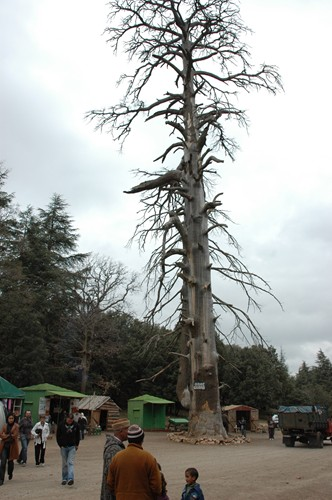
Le Cèdre Gouraud

Le parc national de Khénifra abrite une végétation très variée où se trouve principalement la plus importante cédraie du Maroc connue sous Ajdir Izayane avec des formations de chêne vert, chêne zéen ou chêne des Canaries (Quercus canariensis) et pin maritime. Ces formations forestières, souvent sur relief, alternent avec des espaces ouverts assylvatiques et des prairies humides constituant de véritables pelouses au printemps. Ces étendues peuvent être parsemées de bouquets de genévrier cade (Juniperus oxycedrus) et de genévrier thurifère (Juniperus thurifera), d'aubépine, ou autres espèces arbustives. Par ailleurs, le cèdre et le chêne vert restent les formations végétales les plus dominantes (90 % pour Ifrane et 60 % pour Khénifra). Le genévrier thurifère est une espèce très menacée de genévrier. Le genévrier cade, est un petit arbre ou un arbrisseau fréquent en région côtière méditerranéenne (du Maroc à l'Iran), où il est l'une des plantes caractéristiques des garrigues et des maquis. Les cônes, comestibles frais, sont bruns à orange.

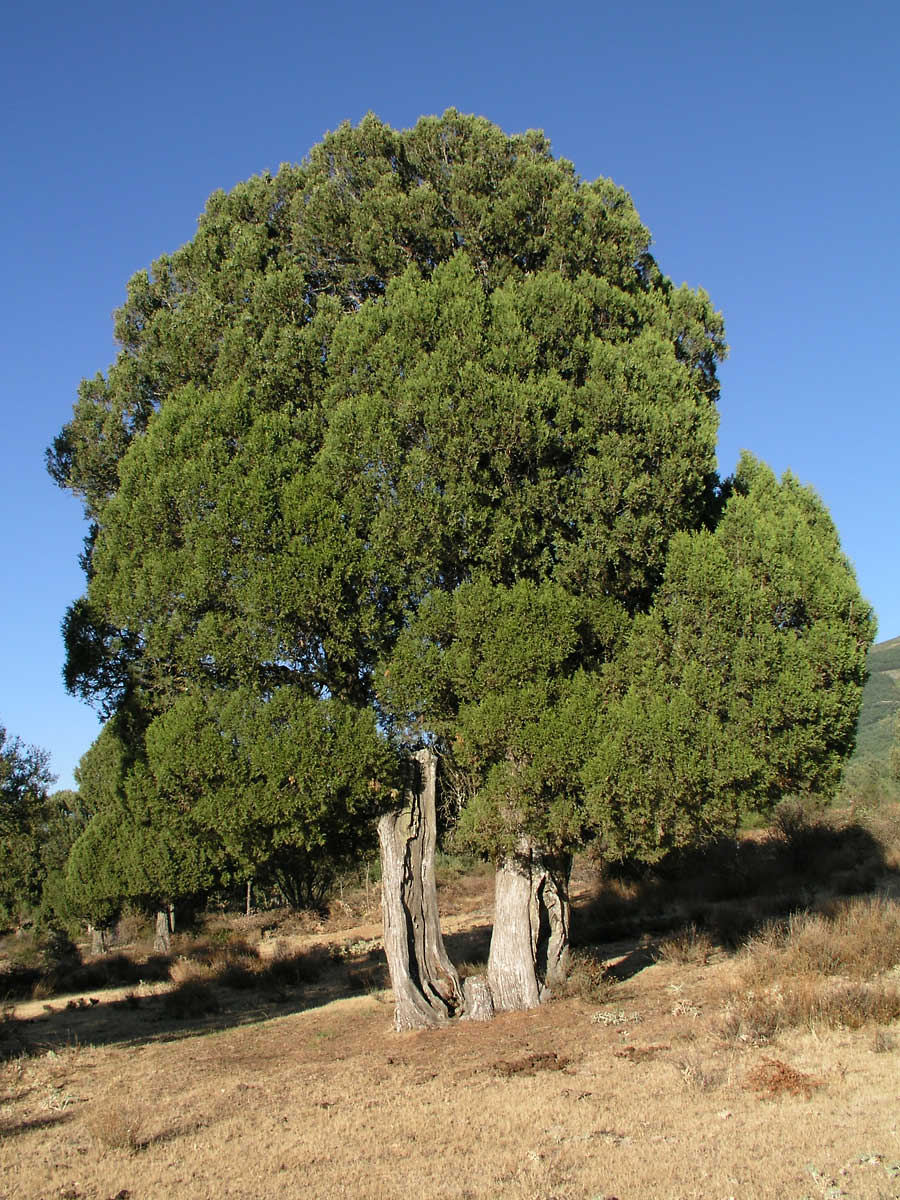
Genévrier thurifère
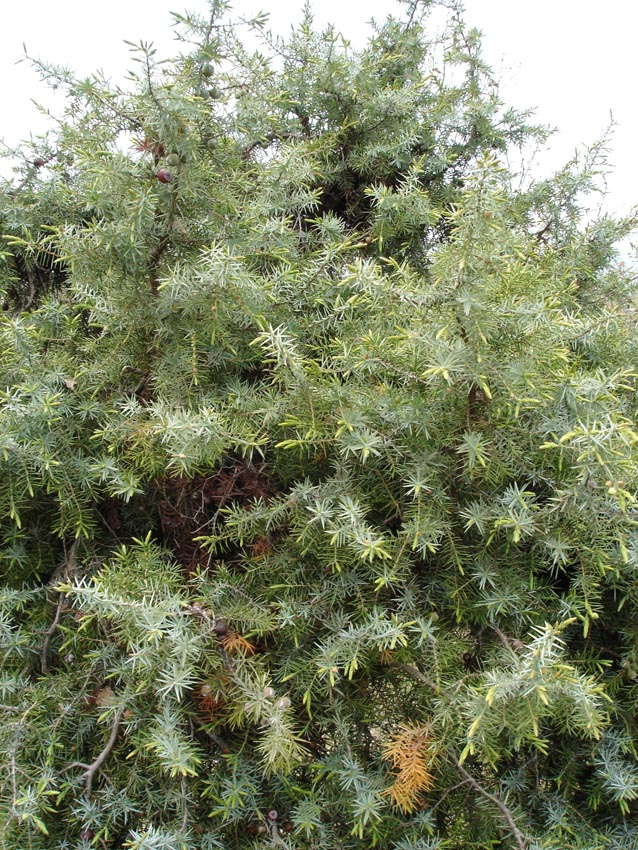
Genévrier cade
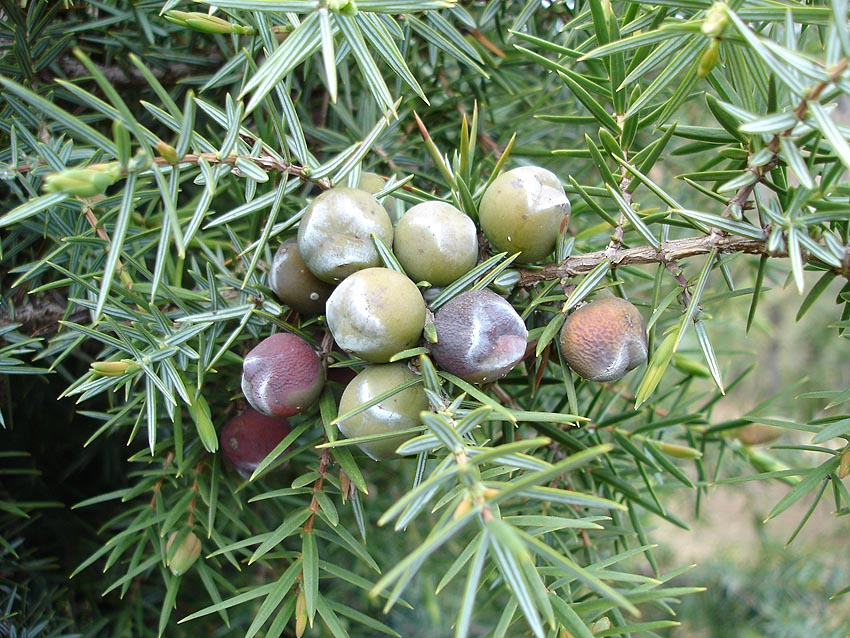
Feuilles et fruits de Genévrier cade
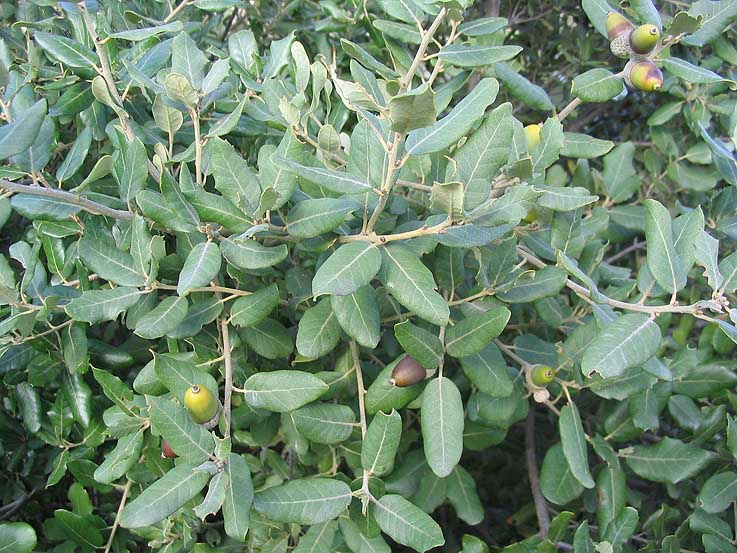
Feuilles et glands de Chêne vert
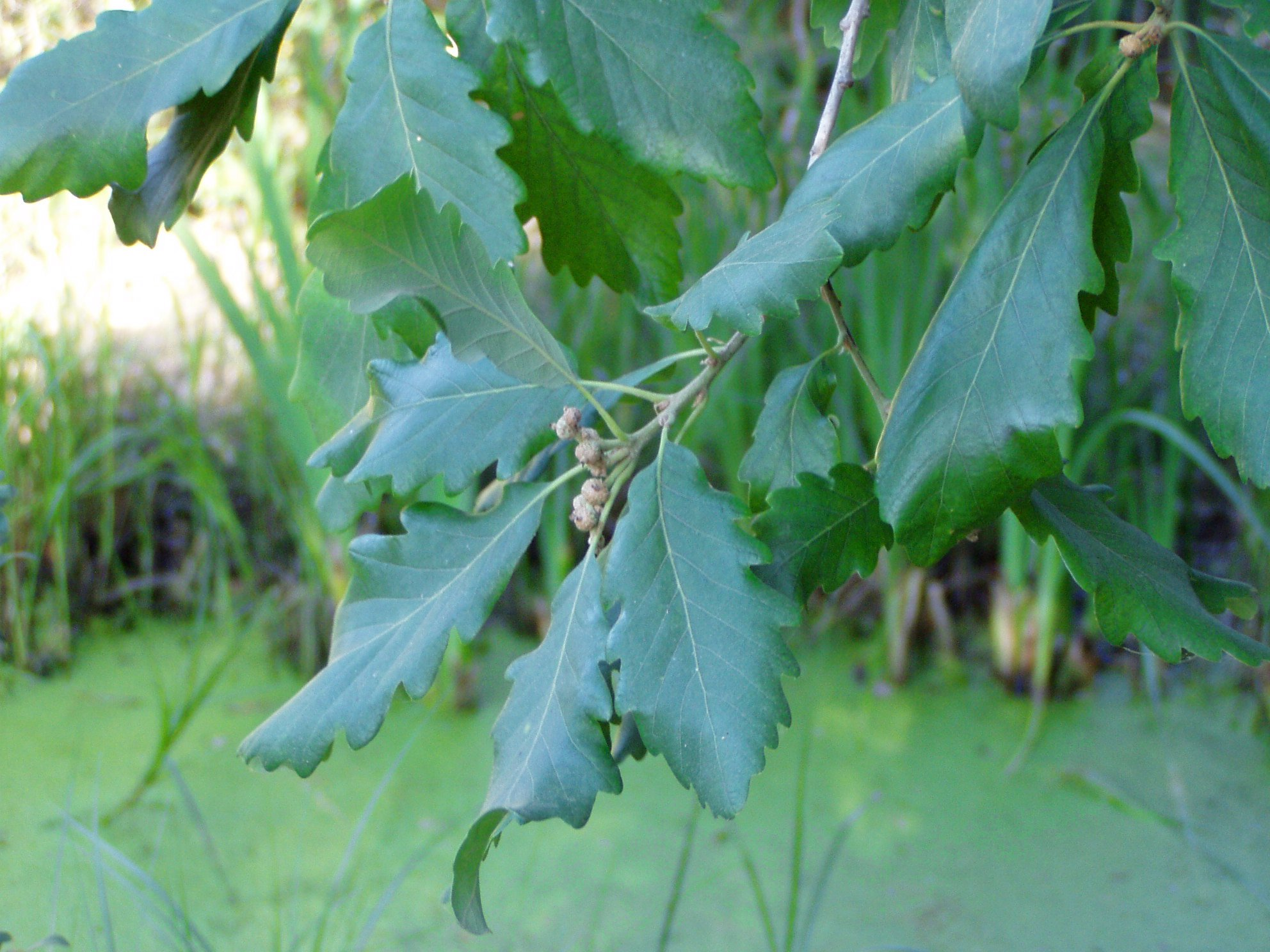
Feuilles de chêne zéen ou chêne des Canaries (Quercus canariensis)

### Faune
Le territoire de cette aire protégée recèle une richesse faunique des plus remarquables et représente un potentiel tout à fait exceptionnel, du fait de la disponibilité de nourriture, de l'eau et de la proximité des habitats favorables; et qui doit être considéré comme l'un des atouts maîtres de cette zone. Cette richesse se traduit par la présence d'espèces menacées d'extinction en mammifères, oiseaux, reptiles et amphibiens tels que : la panthère, l'hyène rayée, l'aigle royal, le singe, etc. Le Macaque berbère ou Magot (Macaca sylvanus) est le seul macaque vivant sur le continent africain, à l'état sauvage dans les forêts relictuelles du Maroc et de l'Algérie ainsi que de manière artificielle sur le rocher de Gibraltar où il représente avec l'homme (Homo sapiens) le seul primate d'Europe.
Le léopard de Berbérie (Panthera pardus panthera), est une des sous-espèces de léopards vivant en Afrique du Nord, principalement dans l'Atlas. Annoncé comme totalement disparu par l'université de Cambridge en 1995, plusieurs individus ont cependant été observés en 2007. La zone abrite également plusieurs communes dont notamment le sanglier, la perdrix gambra, la grive, le lièvre, le renard, le chacal, l'hyène, des rapaces nocturnes et des diurnes, les passereaux, les canards et oiseaux aquatiques, le pigeon, la tourterelle.

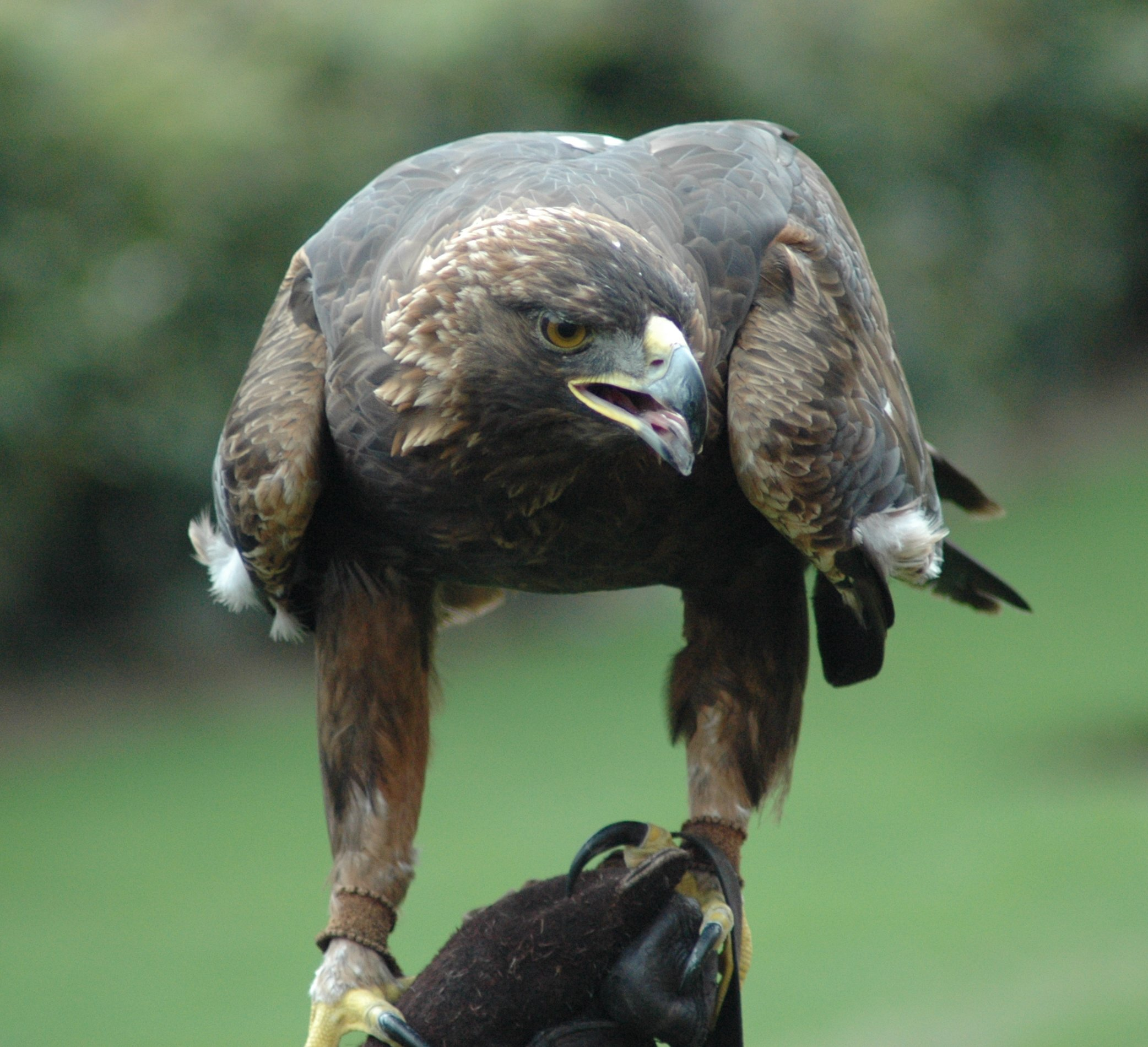
L'Aigle royal (Aquila chrysaetos)
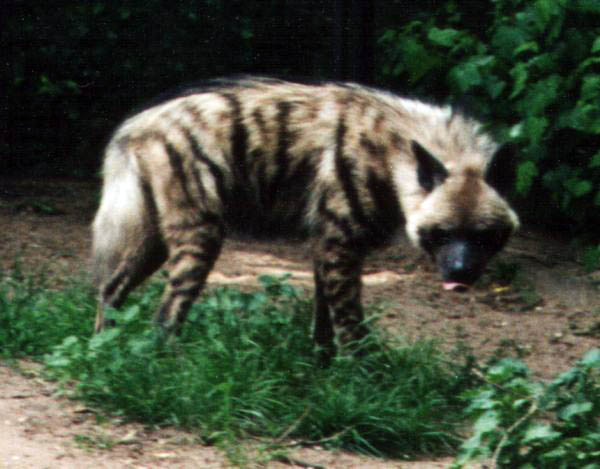
Hyène rayée (Hyaena hyaena)
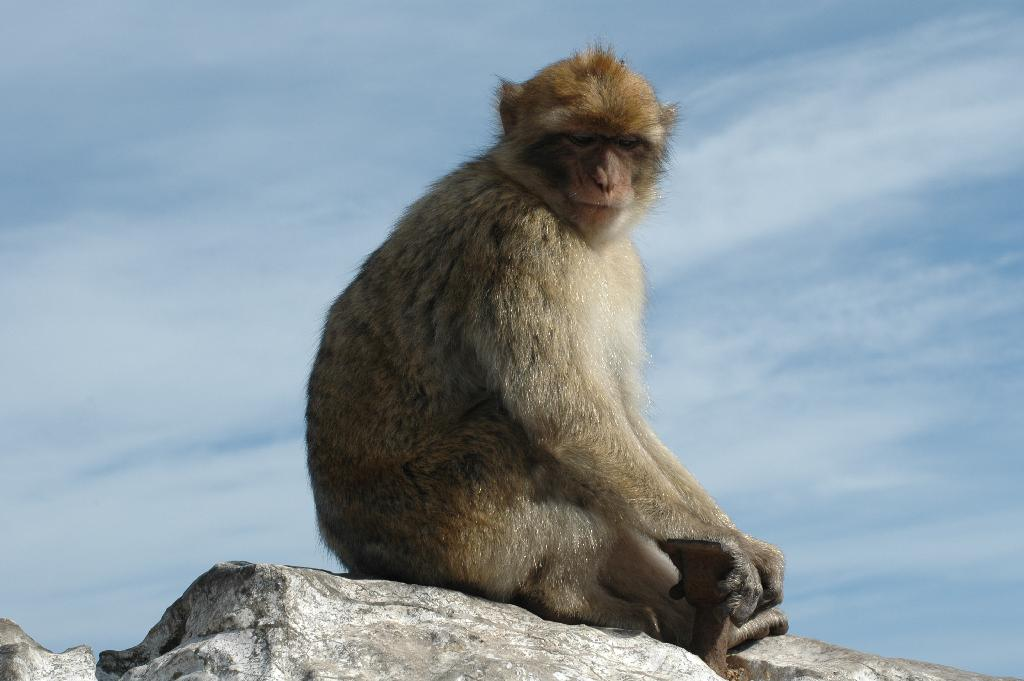
Le Macaque berbère ou Magot (Macaca sylvanus) est le seul macaque vivant sur le continent africain, à l'état sauvage dans les forêts relictuelles du Maroc...
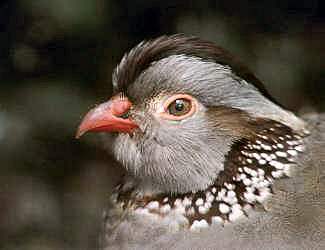
La Perdrix gambra (Alectoris barbara) est une espèce d'oiseau appartenant à la famille des Phasianidae.

## Missions
Bien que ladite région abrite déjà deux parcs nationaux, à savoir le parc national d'Ifrane et le parc national du Haut-Atlas oriental, ainsi que plus de 16 sites d'intérêt biologique et écologique (SIBE), il s'est avéré nécessaire d'appuyer la protection effectuée par ces sites déjà existants par la création d'une aire protégée de grande superficie englobant à la fois le parc national d'Ifrane et une grande partie du parc national du Haut-Atlas oriental ainsi que les écosystèmes avoisinants. Ce parc national se distingue par plusieurs caractéristiques, à savoir son rôle écologique fondamental pour une grande partie du pays, dont il est un château d'eau essentiel, la présence d'écosystèmes d'importance mondiale, notamment la cédraie de l'Atlas, et la présence d'une espèce symbole type de la Méditerranée (le cèdre).